# Harry Potter i Komnata Tajemnic (powieść)
Harry Potter i Komnata Tajemnic (tytuł oryginalny: Harry Potter and the Chamber of Secrets) – powieść fantasy brytyjskiej pisarki J.K. Rowling, po raz pierwszy wydana 2 lipca 1998 na terenie Wielkiej Brytanii nakładem wydawnictwa Bloomsbury Publishing. Jest drugą częścią siedmiotomowej serii powieści Harry Potter (1997–2007), stanowiącej bazę franczyzy medialnej Wizarding World. 13 września 2000 książka ukazała się w Polsce nakładem wydawnictwa Media Rodzina.
Powieść kontynuuje wydarzenia przedstawione w pierwszym tomie, Harrym Potterze i Kamieniu Filozoficznym. Główni bohaterowie: Harry Potter, Ron Weasley i Hermiona Granger wracają do Hogwartu na drugi rok nauki. W szkole dochodzi do serii tajemniczych ataków, w wyniku których ofiary są petryfikowane. Bohaterowie poznają legendę o Komnacie Tajemnic, w której ukryty jest bazyliszek. Harry dedukuje, że ze sprawą ma związek dziennik Toma Riddle’a.

## Streszczenie fabuły
Harry Potter spędza wakacje u Dursleyów. Zjawia się tam skrzat domowy Zgredek, próbujący przekonać go, by nie wracał do Hogwartu na drugi rok nauki. Zamknięty w sypialni za wyrządzone przez Zgredka szkody Harry zostaje uwolniony przez Rona, Freda i George’a Weasleyów. Bracia zabierają go latającym Fordem Anglia do domu Weasleyów, Nory, gdzie Harry spędza resztę wakacji. Weasleyowie i Harry udają się na zakupy na ulicę Pokątną, gdzie odbywa się spotkanie autorskie pisarza Gilderoya Lockharta, który ogłasza objęcie posady nauczyciela obrony przed czarną magią w Hogwarcie. Po spotkaniu dochodzi do kłótni między Weasleyami a Draco Malfoyem i jego ojcem Lucjuszem. 1 września Harry i Ron, spóźnieni na odjazd Ekspresu Hogwart, lecą do szkoły Fordem Anglia.
Harry, Ron i Hermiona odkrywają w Hogwarcie spetryfikowane ciało kotki woźnego Filcha, Pani Norris, w sąsiedztwie ściany, na której jest napisane: „Komnata Tajemnic została otwarta. Strzeżcie się, wrogowie dziedzica”. Profesor Binns opowiada podczas zajęć drugiego roku legendę o ukrytej w szkole Komnacie Tajemnic, którą zbudował jeden z założycieli szkoły, Salazar Slytherin. Miał on ukryć w niej potwora, który po otwarciu Komnaty przez dziedzica Slytherina oczyści Hogwart ze wszystkich osób pochodzenia mugolskiego. Harry, Ron i Hermiona dowiadują się, że 50 lat wcześniej Komnata została otwarta, w wyniku czego zginęła uczennica z rodziny mugolskiej. Tymczasem petryfikacji ulegają dwaj uczniowie szkoły i duch Prawie Bezgłowego Nicka. Podczas zajęć okazuje się, że Harry posiada rzadką umiejętność mowy językiem węży, kojarzoną powszechnie z Salazarem Slytherinem. Uczniowie zaczynają podejrzewać, że to on otworzył Komnatę Tajemnic.
Harry znajduje w szkole dziennik podpisany nazwiskiem Toma Riddle’a. Otwarłszy go, przenosi się do wizji Riddle’a sprzed 50 lat, z której wynika, że Komnatę otworzył ówczesny uczeń szkoły Rubeus Hagrid. Wkrótce Hermiona zostaje spetryfikowana, a Hagrid, podejrzany o otwarcie Komnaty 50 lat wcześniej, zostaje aresztowany. Harry i Ron znajdują w ręce Hermiony notatkę, według której w Komnacie ukryty jest bazyliszek, zabijający każdego, kto mu spojrzy w oczy. Siostra Rona, Ginny, zostaje uprowadzona. Harry i Ron znajdują wejście do Komnaty, gdzie znajduje się ciało Ginny i żywe, cielesne wspomnienie Riddle’a, który zdradza, że jest Lordem Voldemortem. Riddle opowiada Harry’emu, że 50 lat wcześniej otwarł Komnatę, przekonał innych o winie Hagrida i pozostawił swój dziennik z nadzieją, że dzięki niemu kontynuuje swoją misję. Poprzez dziennik opętał Ginny, która otwarła Komnatę. Harry’emu objawia się Miecz Gryffindora, przy pomocy którego zabija bazyliszka i niszczy dziennik.
Harry dowiaduje się od Dumbledore’a, że w wyniku przekazaniu mu części mocy przez Voldemorta zyskał umiejętność rozmawiania z wężami. Chłopiec dedukuje, że Lucjusz Malfoy dał Ginny dziennik podczas spotkania na ulicy Pokątnej. Ponadto okazuje się, że Zgredek jest skrzatem domowym Malfoyów, który znając plan otwarcia Komnaty próbował powstrzymać Harry’ego przed powrotem do szkoły. Harry daje mu ubranie, w wyniku czego Zgredek staje się wolnym skrzatem. Spetryfikowane ofiary zostają przywrócone do życia, a Hagrid powraca z więzienia.

## Postacie
- Harry Potter – główny bohater, dwunastoletni uczeń Hogwartu.
- Ron Weasley – przyjaciel Harry’ego.
- Hermiona Granger – przyjaciółka Harry’ego.
- Aragog – zaprzyjaźniony z Hagridem pająk zamieszkujący Zakazany Las.
- Colin Creevey – uczeń pierwszego roku w Hogwarcie, fan Harry’ego, jedna ze spetryfikowanych ofiar.
- Albus Dumbledore – dyrektor Hogwartu.
- Dursleyowie – spokrewniona z Harrym rodzina mugoli, u których bohater spędza wakacje.

- Petunia Dursley – siostra matki Harry’ego, Lily.
- Vernon Dursley – mąż Petunii.
- Dudley Dursley – syn Petunii i Vernona w wieku Harry’ego.

- Argus Filch – woźny w Hogwarcie. W pilnowaniu porządku w szkole pomaga mu kotka, Pani Norris.
- Rubeus Hagrid – gajowy i strażnik kluczy Hogwartu, przyjaciel Harry’ego, podejrzany o otwarcie Komnaty Tajemnic 50 lat wcześniej.
- Jęcząca Marta (właściwie Myrtle Warren[3]) – żyjący w Hogwarcie duch uczennicy zamordowanej 50 lat wcześniej po otwarciu Komnaty Tajemnic.
- Korneliusz Knot – Minister Magii, który aresztuje Hagrida.
- Gilderoy Lockhart – słynny w społeczności czarodziejskiej pisarz, opisujący swoje rzekome przygody z niebezpiecznymi stworzeniami, a także nauczyciel obrony przed czarną magią.
- Lord Voldemort (właściwie Tom Riddle) – główny antagonista powieści. Dziedzic Salazara Slytherina, który 50 lat po otwarciu Komnaty Tajemnic doprowadza do jej ponownego otwarcia poprzez opętanie Ginny.
- Draco Malfoy – uczeń drugiego roku w Hogwarcie, wróg Harry’ego.
- Lucjusz Malfoy – ojciec Draco, który daje Ginny dziennik Toma Riddle’a.
- Minerwa McGonagall – nauczycielka transmutacji w Hogwarcie i opiekunka Gryffindoru.
- Prawie Bezgłowy Nick – duch Gryffindoru, jedna ze spetryfikowanych ofiar.
- Severus Snape – nauczyciel eliksirów w Hogwarcie i opiekun Slytherinu.
- Pomona Sprout – nauczycielka zielarstwa w Hogwarcie.
- Artur Weasley – ojciec Rona, pracownik Ministerstwa Magii.
- Fred i George Weasleyowie – bliźniacy, bracia Rona na czwartym roku nauki w Hogwarcie.
- Ginny Weasley – opętana przez dziennik Toma Riddle’a siostra Rona na pierwszym roku nauki w Hogwarcie.
- Molly Weasley – matka Rona.
- Zgredek – skrzat domowy Malfoyów, usiłujący powstrzymać Harry’ego przed powrotem do Hogwartu.

## Powstanie i publikacja

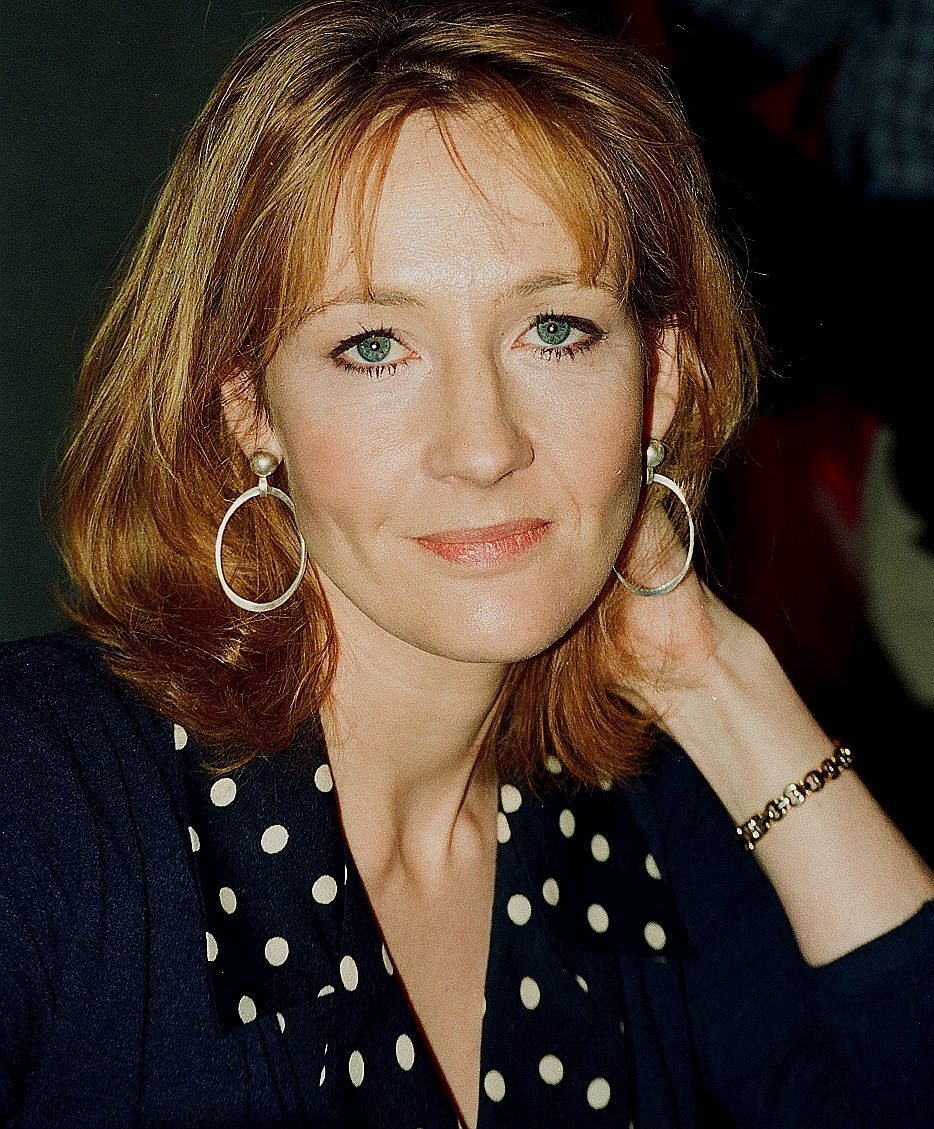
J.K. Rowling w 1999

J.K. Rowling rozpoczęła pisanie drugiego tomu serii Harry Potter jeszcze przed premierą pierwszego, Harry’ego Pottera i Kamienia Filozoficznego, która odbyła się 26 czerwca 1997. Aby go ukończyć, zasięgnęła 8 tysięcy funtów brytyjskich dotacji od Scottish Arts Council, z których kupiła między innymi komputer (poprzednią część pisała na starej maszynie do pisania). Znajomość ze szkolnym kolegą, Seanem Harrisem, posiadaczem Forda Anglii, zainspirowała ją do uwzględnienia pojazdu w powieści. Wydawnictwo Bloomsbury Publishing, które wydało pierwszą część, podpisało z nią umowę na kolejną pozycję. Po przeczytaniu treści książki Emma Matthewson, wydawca z ramienia Bloomsbury, wysłała Rowling 6 sierpnia 1997 list z sugestią skrócenia powieści, a 20 sierpnia wręczyła jej manuskrypt ze swoimi uwagami. W kolejnych tygodniach pisarka wprowadziła poprawki, między innymi usuwając piosenkę Prawie Bezgłowego Nicka, którą kilka lat później opublikowała na swojej stronie internetowej. 25 października wysłała Bloomsbury gotowy manuskrypt, dodając w liście, że jest zadowolona z ostatecznego kształtu tekstu.
Cliff Wright zaprojektował oprawę graficzną brytyjskiego wydania powieści. Jego oryginalne rysunki zostały potem sprzedane na aukcji za 85 tysięcy funtów brytyjskich. Premiera książki w Wielkiej Brytanii odbyła się 2 lipca 1998, a pierwszy nakład obejmował ponad 10 tysięcy egzemplarzy.
W Stanach Zjednoczonych prawa do publikacji powieści, podobnie w przypadku pierwszego tomu, nabyło wydawnictwo Scholastic Corporation. Amerykańska premiera była zapowiedziana na wrzesień 1999, jednak została przyspieszona ze względu na fakt, że czytelnicy nabywali brytyjskie wydanie przez Internet. Książka trafiła do sprzedaży w Stanach 2 czerwca 1999, a jej pierwszy nakład obejmował 250 tysięcy egzemplarzy. Oprawę graficzną wydania amerykańskiego zaprojektowała, podobnie jak w przypadku pierwszego tomu, Mary GrandPré.
W Polsce powieść ukazała się 13 września 2000 nakładem wydawnictwa Media Rodzina, a jej pierwszy nakład obejmował 40 tysięcy egzemplarzy. Podobnie jak w przypadku pierwszego tomu, przekładu na język polski dokonał Andrzej Polkowski, zaś oprawa graficzna polskiego wydania pokrywała się z amerykańską.

## Adaptacje

### Film
1 września 1998 Rowling podpisała umowę, na mocy której wytwórnie Heyday Films i Warner Bros. Pictures nabyły prawy do adaptacji pierwszych czterech powieści z cyklu Harry Potter. Przy ekranizacji Harry’ego Pottera i Komnaty Tajemnic powróciła część ekipy pierwszego filmu, Harry’ego Pottera i Kamienia Filozoficznego, między innymi producent David Heyman, scenarzysta Steve Kloves, reżyser Chris Columbus i członkowie obsady, w tym Daniel Radcliffe, Rupert Grint i Emma Watson w rolach kolejno Harry’ego Pottera, Rona Weasleya i Hermiony Granger. Zdjęcia do filmu rozpoczęły się 19 listopada 2001, trzy dni po premierze pierwszej części. Premiera produkcji odbyła się 3 listopada 2002 w Londynie. Film uzyskał wynik 82% pozytywnych recenzji w serwisie Rotten Tomatoes i przyniósł około 880 milionów dolarów dochodu, co czyni go drugim najbardziej dochodowym filmem 2002 roku. Ponadto otrzymał trzy nominacje do Nagród Brytyjskiej Akademii Filmowej (BAFTA).

### Gra komputerowa
15 listopada 2002 przedsiębiorstwo Electronic Arts wydało grę komputerową Harry Potter i Komnata Tajemnic, której fabuła bazuje na powieści i jej filmowej adaptacji. Ukazała się ona wówczas w wariantach na PlayStation, Xbox, Microsoft Windows, GameCube i Game Boy Advance, zaś 16 kwietnia 2003 została wydana w wersji na macOS.